# Fries (alemannisches Adelsgeschlecht)
Die Familie Fries (von Friesenberg, Frieso, Vrieso) war ein alemannisches Adelsgeschlecht. Die Herren von Fries waren eine kyburgische Ministerialenfamilie. Namensgebender Stammsitz der Familie ist die Burg Friesenberg in der Berner Gemeinde Wynigen in der Schweiz.
Die Familie ist von dem Schweizer Adelsgeschlecht Fries und den ursprünglich aus der Schweiz stammenden von Friesen zu unterscheiden.

## Geschichte
1248 werden die von Fries erstmals urkundlich erwähnt. Sie waren Lehensleute der Grafen von Kyburg
Die Stammburg Friesenberg und die dazugehörende Herrschaft erhielt die Familie als Allod von den Kyburgern.
1255 erhielten die Freiherren von Friesenberg das Burgrecht der Stadt Bern.
Zwischen 1374 und 1379 starb die Familie mit dem Tod von Nikolaus von Friesenberg aus.

## Namensträger
- Rudolf und Heinrich von Friesenberg, ab 1255 Burger der Stadt Bern
- Junker von Johann Friesenberg, ab 1257 im Rat der Stadt Bern
- Nikolaus von Friesenberg, Mitglied des Deutschordens